# Lijasta trobenta
Lijasta trobenta (znanstveno ime Craterellus tubaeformis) je gliva iz rodu trobent (Craterellus). Pred tem je bila znana kot lijasta lisička (Cantharellus tubaeformis), a so jo zaradi posebnosti razvrstili v poseben rod, kar je bilo kasneje potrjeno z molekularnimi filogenetskimi raziskavami.

## Značilnosti
Klobuk ima premer od 2 do 6 cm. Je lijaste oblike in svetlo do temno rjave barve, v osredju rahlo luskast. Pri odraslih gobah se na sredini pojavi luknja, ki se izteka v votel bet.
Trosovnica je sivkaste barve in oblikovana v obliki viličasto razcepljenih letvic, ki potekajo po betu navzdol. Med njimi so številne prečne povezave, ki ji dajejo žilast videz.
Bet je visok od 4 do 8 cm in debel od 0,4 do 1 cm. Je votel, neenakomerno zvit, sploščen ter naguban. Je sivkasto rumen in svetlejši v dnišču.
Meso je rumenkasto, blagega okusa in z rahlim vonjem po zemlji.

## Razširjenost in življenjski prostor
Je dokaj pogosta mikorizna goba. Raste v skupinah v iglastih in listnatih gozdovih na vlažnih, z mahom poraslih tleh. Najraje v smrekovih združbah. Najdemo jo lahko od pozne jeseni do zmrzali.
Raširjena je po celotni evropi. Dolgo je veljalo, da raste tudi v Severni Ameriki, a so ugotovili, da gre za različni sorodni vrsti.

## Mikroskopske značilnosti
Trosni odtis je kremasto rumene barve. Trosi so kroglasti, gladki, neamiloidni in merijo 9–12 x 5–10 μm.

## Podobne vrste
- žolta trobenta (Craterellus lutescens) ima rumeno oranžno letvičasto trosovnica in je večja
- nagubana trobenta (Cantharellus cinereus) ima nagubano obrobje klobuka in raste v šopih
- siva lisička (Cantharellus cinereus) je vsa sivo rjavih barv

## Uporabnost
Užitna. Uporabna za različne jedi, a je zaradi tankega mesa neizdatna.